# Philip Chapman
Philip Kenyon Chapman (ur. 5 marca 1935 w Melbourne, Australia, zm. 5 kwietnia 2021 w Scottsdale) – były astronauta amerykański, naukowiec.

## Edukacja i praca
Początkowo kształcił się Sefton High School, a następnie w Parramatta High School. W 1956 uzyskał licencjat z fizyki i matematyki na Uniwersytecie w Sydney. W 1964 otrzymał dyplom magistra aeronautyki i astronautyki na Massachusetts Institute of Technology.  

W latach 1953–1955 służył w rezerwach Royal Australian Air Force. Od 1956 do 1957 pracował w Philips Electronics Industries Limited. Spędził 15 miesięcy na Antarktyce z Australian National Antarctic Research Expeditions (ANARE). 

W latach 1961–1967 pracował jako fizyk w Massachusetts Institute of Technology.

## Kariera astronauty
W 1967 r. został zakwalifikowany do szóstej grupy astronautów NASA. Podczas misji Apollo 14 był członkiem naziemnej załogi wspierającej. Odszedł z NASA w lipcu 1972 wobec braku perspektyw na możliwości uczestnictwa w locie kosmicznym.

## Po opuszczeniu NASA
Od 1972 do 1975 pracował w Avco Everett Research Laboratory. W 1989 roku Philip Chapman sfinansował ekspedycję naukową na Antarktydę. Celem wyprawy tej było zebranie informacji na temat zasobów naturalnych kontynentu. Od 1989 do 1994 był prezesem firmy Software Echo Canyon z siedzibą w Bostonie. W 2004 podczas 55. Międzynarodowego Kongresu Astronautycznego opublikował dwa projekty: "Luces in the Sky with Diamonds:Thermionic Conversion for Space Solar Power" i "Power from Space and the Hydrogen Economy".

Przeszedł na emeryturę w 2010.